# Mozart-Denkmal Tiefurt
Das Mozart-Denkmal Tiefurt wurde 1799 im Park zu Schloss Tiefurt bei Weimar errichtet. Es war das erste dem Komponisten außerhalb des heutigen Österreich gewidmete Denkmal. Das älteste entstand sieben Jahre zuvor mit dem Mozarttempel in Graz.
Auf einem runden altarförmigen Stein thront die antike Lyra als Symbol für die Musik mit zwei Theatermasken. Es ist mit der Aufschrift Mozart und den Musen versehen. Das Denkmal wurde von dem Weimarer Hofbildhauer Martin Gottlieb Klauer im Auftrag von Herzogin Anna Amalia, selbst eine große Musikliebhaberin und -kennerin, geschaffen. Den Entwurf lieferte wohl Johann Heinrich Meyer.
Bei dem in Stein ausgeführten Parkelement handelt es sich Hermann Abert zufolge aber um eine Kopie, da das Original in gebranntem Ton gefertigt wurde und nicht erhalten ist. Es steht auch im Park nicht an seinem ursprünglichen Aufstellungsort, welcher nicht mehr ermittelt werden kann. Das Denkmal erinnert an die erste Aufführung von Mozarts Oper Die Zauberflöte, von der sich auch Goethe angetan zeigte. Im Journal des Luxus und der Moden von 1799 erschien in Begleitung einer Textstelle des Oberon von Christoph Martin Wieland die Erwähnung des Denkmals und seine Abbildung auf der 33. Tafel. Überhaupt trug Wieland, der Mozart 1777 in Mannheim persönlich kennengelernt hatte, zu dessen Propagierung in der Weimarer Kultur bei, ja er weckte die Begeisterung der Herzogin für dessen Musik. Goethe sorgte als Theaterdirektor für häufige Aufführungen von Mozarts Werken in Weimar.
Das Denkmal wurde 1955 von Franz Dospiel erneuert.

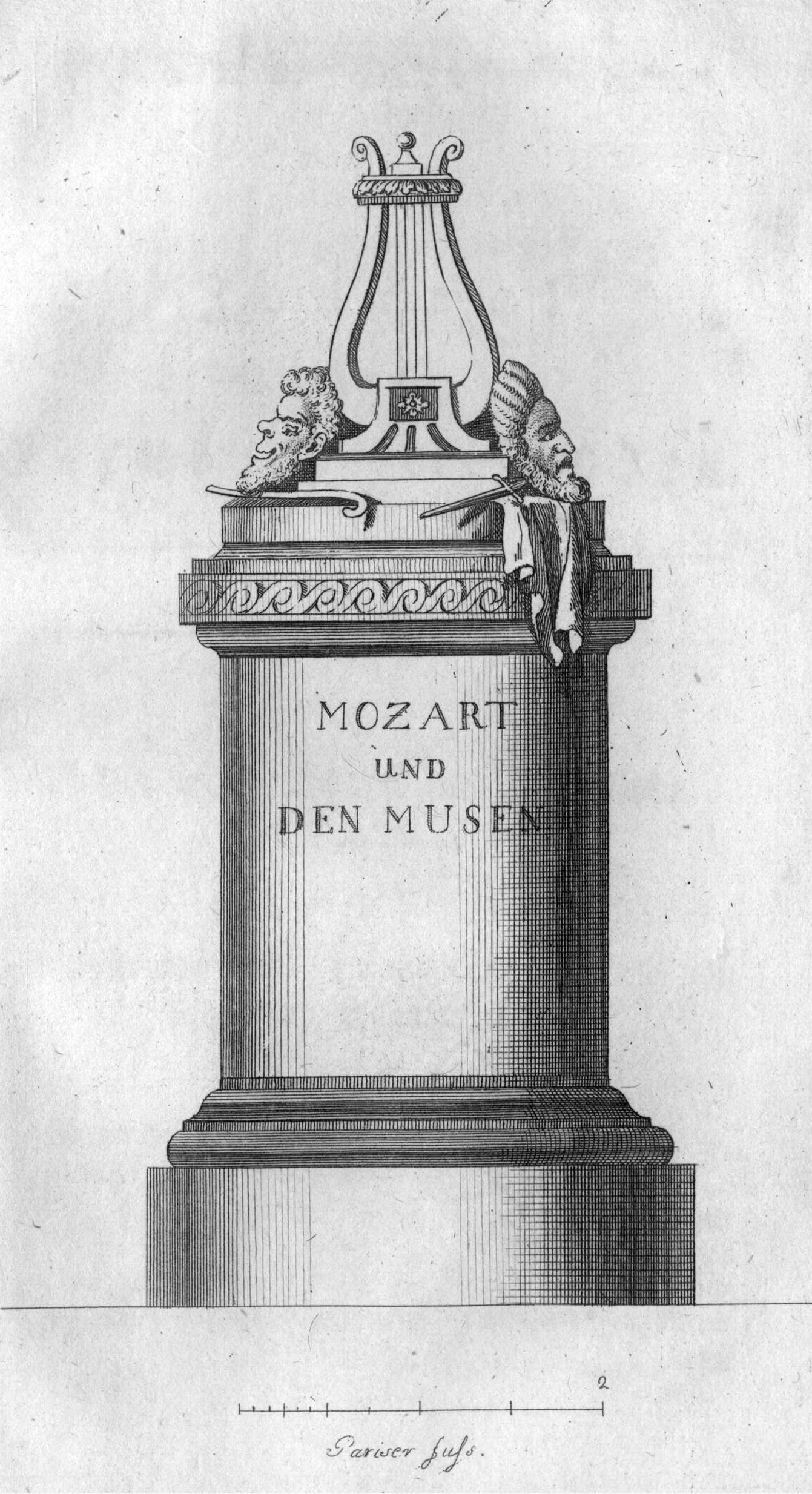
Mozart-Denkmal Tiefurt als Kupferstich im Journal des Luxus und der Moden 1799
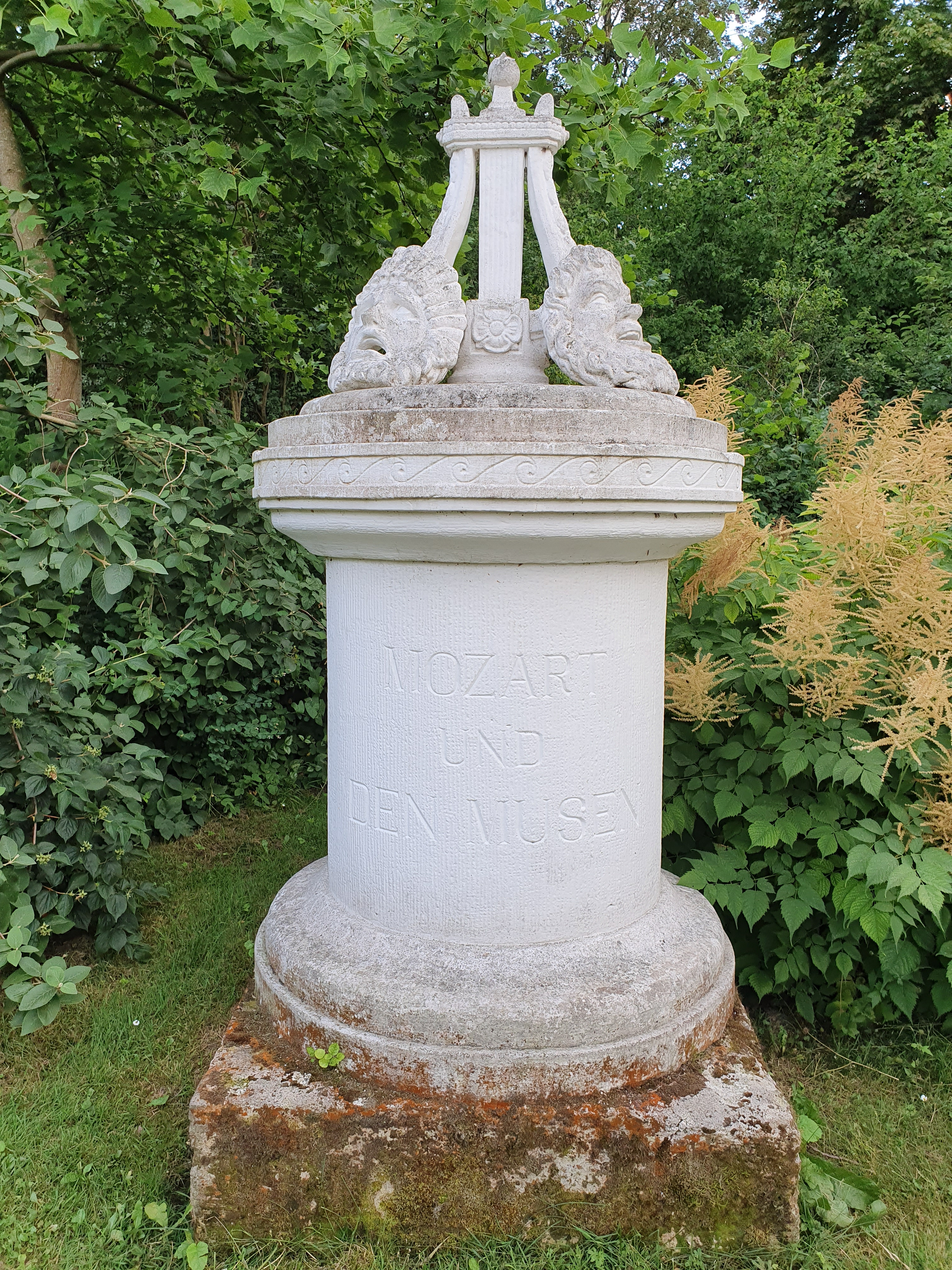
Mozart-Denkmal in Tiefurt
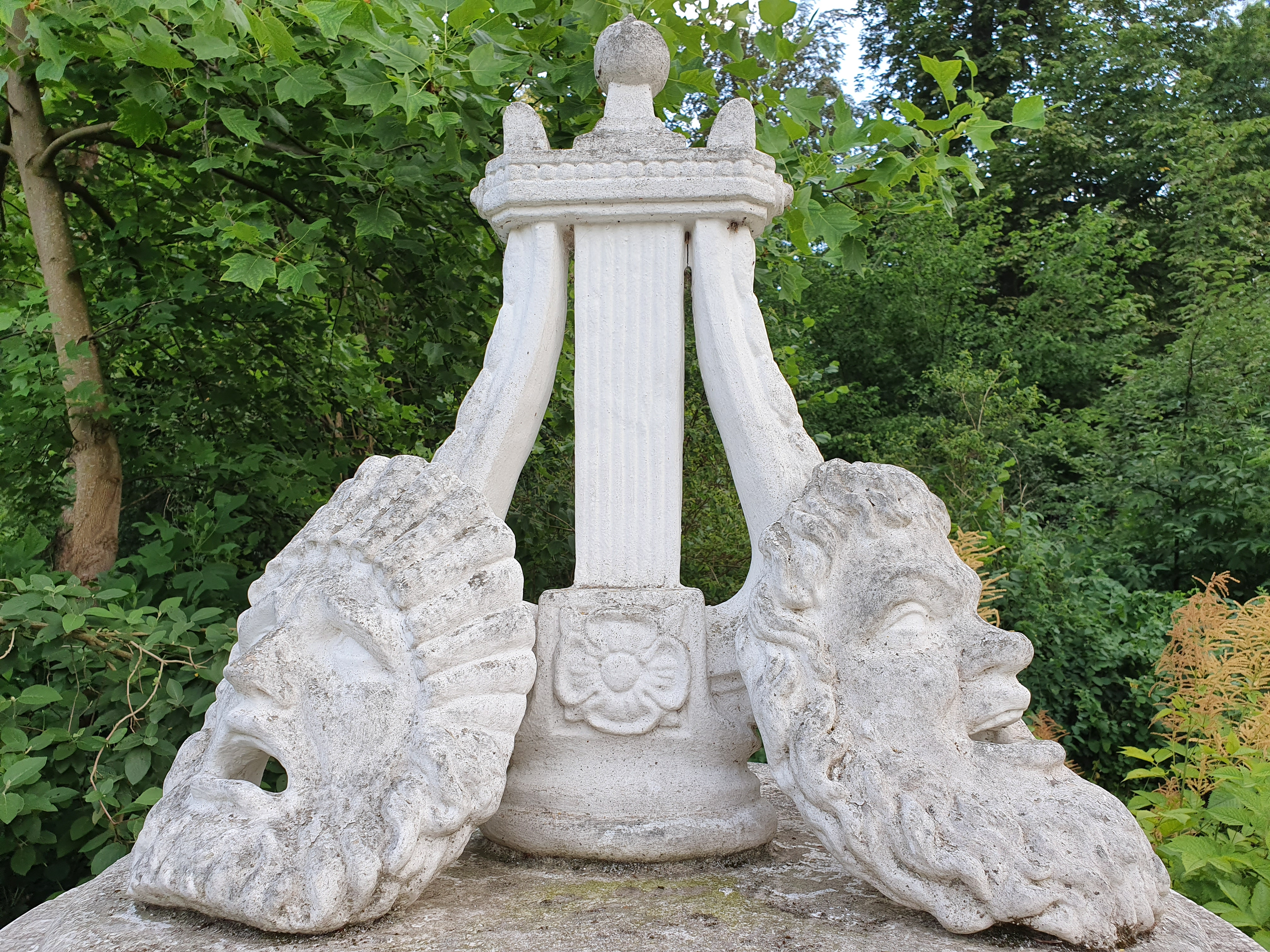
Lyra und Masken des Mozartdenkmals